# Forte delle Rocchette
Il forte delle Rocchette è una fortificazione costiera situata sull'omonimo promontorio tra Castiglione della Pescaia e punta Ala, in provincia di Grosseto.

## Storia
Il complesso venne costruito come torre di avvistamento nel corso del XII secolo, in posizione dominante su un porto all'epoca esistente, nei pressi della perduta pieve di Rocca. Una bolla papale datata 1188 ricorda l'esistenza sia della pieve che della stessa fortificazione costiera, all'epoca denominata Rocca de Campo Albo.
Nel tardo Duecento, più precisamente nel 1289, il complesso fortificato risultava invece denominato Rocchetta de Capalbi.
Nella seconda metà del Cinquecento la struttura difensiva costiera venne notevolmente fortificata per volere di Cosimo I de' Medici, al fine di implementare e rendere maggiormente efficiente il sistema difensivo lungo questo tratto costiero del granducato di Toscana. Gli interventi di ampliamento e riqualificazione trasformarono di fatto l'originaria torre in un'imponente fortificazione: i lavori di riqualificazione terminarono nel 1568.
Nella seconda metà del Settecento fu costruita, presso il forte, la cappella della Madonna del Carmine alle Rocchette, in sostituzione della perduta pieve di epoca medievale.
La struttura militare fu dismessa dopo l'annessione al Regno d'Italia, quando venne trasformata in un faro, che rimase attivo fino alla prima metà del secolo scorso, epoca in cui fu decisa la vendita a privati.
Un ulteriore intervento di ristrutturazione venne effettuato tra il 1878 ed il 1888, al termine del quale è stato conferito al complesso l'attuale aspetto che lo contraddistingue.

## Descrizione
Il forte delle Rocchette è delimitato da una serie di cortine murarie che cingevano fin dal Cinquecento l'area della fortificazione che si articola a pianta poligonale.
Nella parte centrale dell'ala settentrionale del complesso si eleva la torre a sezione quadrata, che costituisce l'originaria struttura di epoca medievale, rimasta priva dell'originario coronamento sommitale. I restanti corpi di fabbrica, che si addossano alla struttura turriforme, presentano in vari punti le merlature sommitali, mentre sui lati esterni conservano in vari tratti il basamento a scarpa che conferisce al complesso l'aspetto fortificato. L'accesso è possibile attraverso una porta ad arco a tutto sesto.